# 帕夫柳基夫卡 (克拉斯諾庫特西克區)
50°2′0″N 35°9′59″E / 50.03333°N 35.16639°E
帕夫柳基夫卡（烏克蘭語：Павлюківка）是位於烏克蘭東部的村莊，由哈爾科夫州博霍杜希夫區的克拉斯諾庫特斯克市鎮負責管轄。該村始建於1885年，面積0.15平方公里，海拔高度111米，2001年人口42，人口密度每平方公里274.5人。